# Naval Criminal Investigative Service
De Naval Criminal Investigative Service (NCIS) is een organisatie van het United States Department of the Navy die de orde handhaaft. Het is de opvolger van de voormalige Naval Investigative Service (NIS). Oorspronkelijk was NCIS onderdeel van de Office of Naval Intelligence, belast met detectie- en contraspionagemissies. Later werden ook criminele onderzoeken toegevoegd aan de missies; deze taken werden vooral uitgevoerd door burgers. Dit gebeurt ook bij de U.S. Coast Guard's Investigative Service (CSIS) en de DoD's Defense Criminal Investigative Service (DCIS), terwijl de U.S. Army's Criminal Investigations Division (USACIDC) en de US Air Force Office of Special Investigations beide primair steunen op militair personeel dat de onderzoeken verricht.
In de jaren zeventig van de twintigste eeuw kregen de civiele agenten van de NIS de ambtenarenstatus, scheidde het bureau zich af van ONI en viel het direct onder de Chief of Naval Operations. In deze periode kreeg NIS ook het commando over de antiterrorismemissies voor de Marine, wat leidde tot de Anti-Terrorist Alert Center (ATAC).
In 1992 werden de taken van de NIS opnieuw omschreven. Het werd een voornamelijk civiele instantie, met Roy D. Nedrow, een voormalig lid van de United States Secret Service (USSS), als de eerste civiele directeur van het hernoemde NCIS. Vrijwel al het NCIS-personeel is nu beëdigd burgerpersoneel met bevoegdheid tot arrestatie. Uitzondering zijn een aantal militaire elementen bij de contraspionageondersteuning.
De huidige taken van NCIS zijn het onderzoeken van misdaden, vlootverdediging, antiterrorisme en het opsporen en bestrijden van illegale drugstransporten, fraude en cybercrime en contraspionage.

## In de media
In 2003 begon op CBS het televisieprogramma NCIS, dat op de NCIS gebaseerd is. Deze serie wordt in Nederland uitgezonden door SBS6, Net5 en in België door VIER. De directeur verscheen in een aflevering als een agent. Een spin-off verscheen in 2009 onder de titel NCIS: Los Angeles. In 2014 verscheen de tweede spin-off onder de titel NCIS: New Orleans.